# Le Sambuc
Le Sambuc ist ein Ortsteil der Stadt Arles im französischen Département Bouches-du-Rhône. 2006 lebten hier 530 Menschen.

## Lage
Le Sambuc liegt rund 25 Kilometer südlich des Zentrums von Arles, am rechten (westlichen) Ufer der Rhône. Der Hauptverkehrszugang ist die D36, die westlich von Arles von der D570 abzweigt. Das Dorf gehört zum Kanton Arles.

## Kultur
Auch wenn das Dorf neben seiner Kirche nur noch einige Häuser aus dem 19. Jahrhundert zu bieten hat, liegt es in der Nähe der schönsten Landgüter der Camargue. Dazu zählen insbesondere der Mas du Peint und der Mas de la Tour du Cazeau. Wirtschaftlich setzen die Bewohner vor allem auf Stierzucht und die Produktion von (häufig biologischem) Reis. Die biologische Station Tour du Valat untersucht die Natur der Camargue.
1636 erging der Auftrag zum Bau der Kirche. Damit wollte man dem zunehmenden Verfall des christlichen Einflusses in der Region entgegenwirken. Die Fassade wurde 1656 erneuert, das Dach gegen Ende des 19. Jahrhunderts. Die Kirche, die in Ost-West-Richtung steht, trägt den Namen Église de la Nativité de la Vierge.

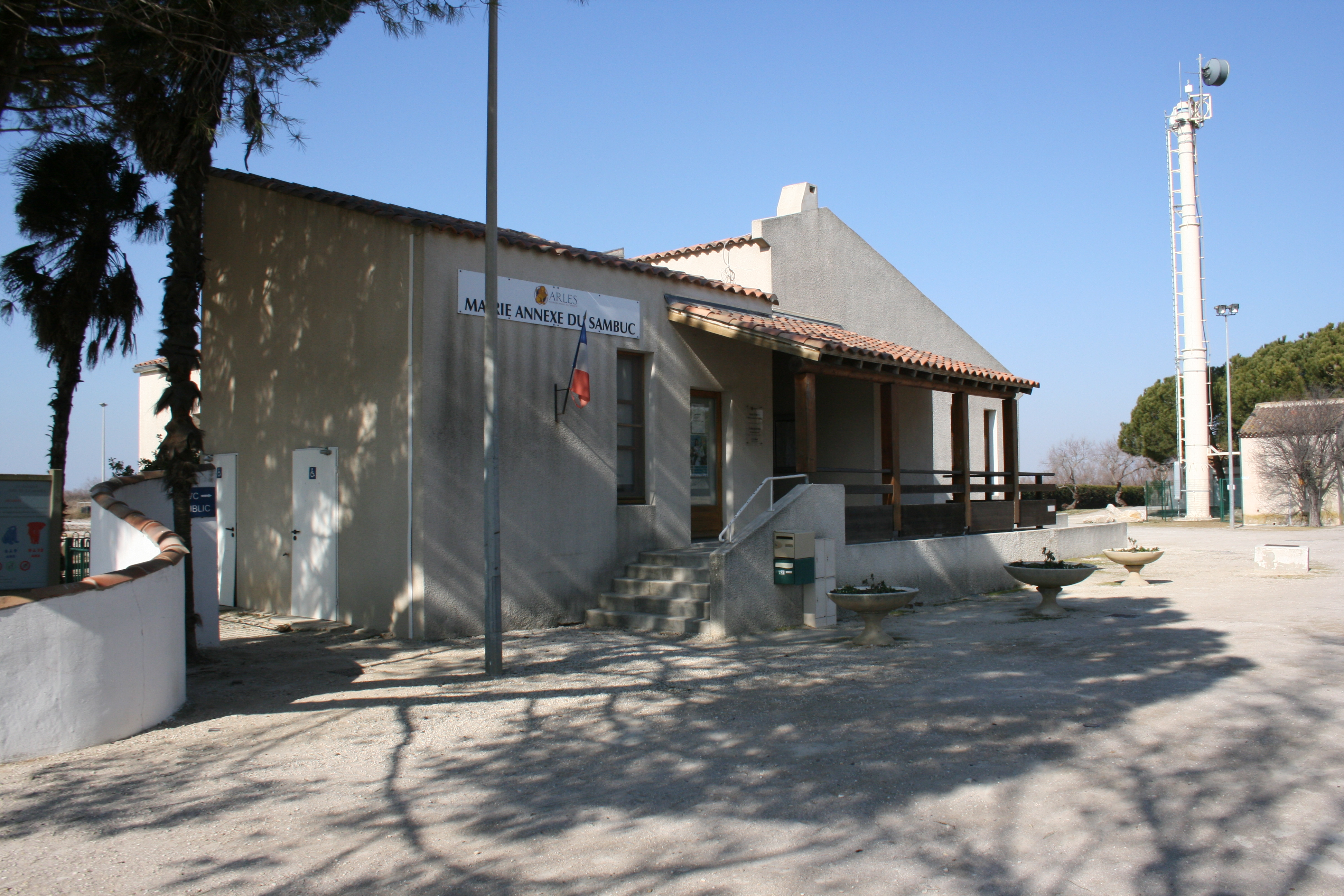
Außenstelle des Rathauses Arles
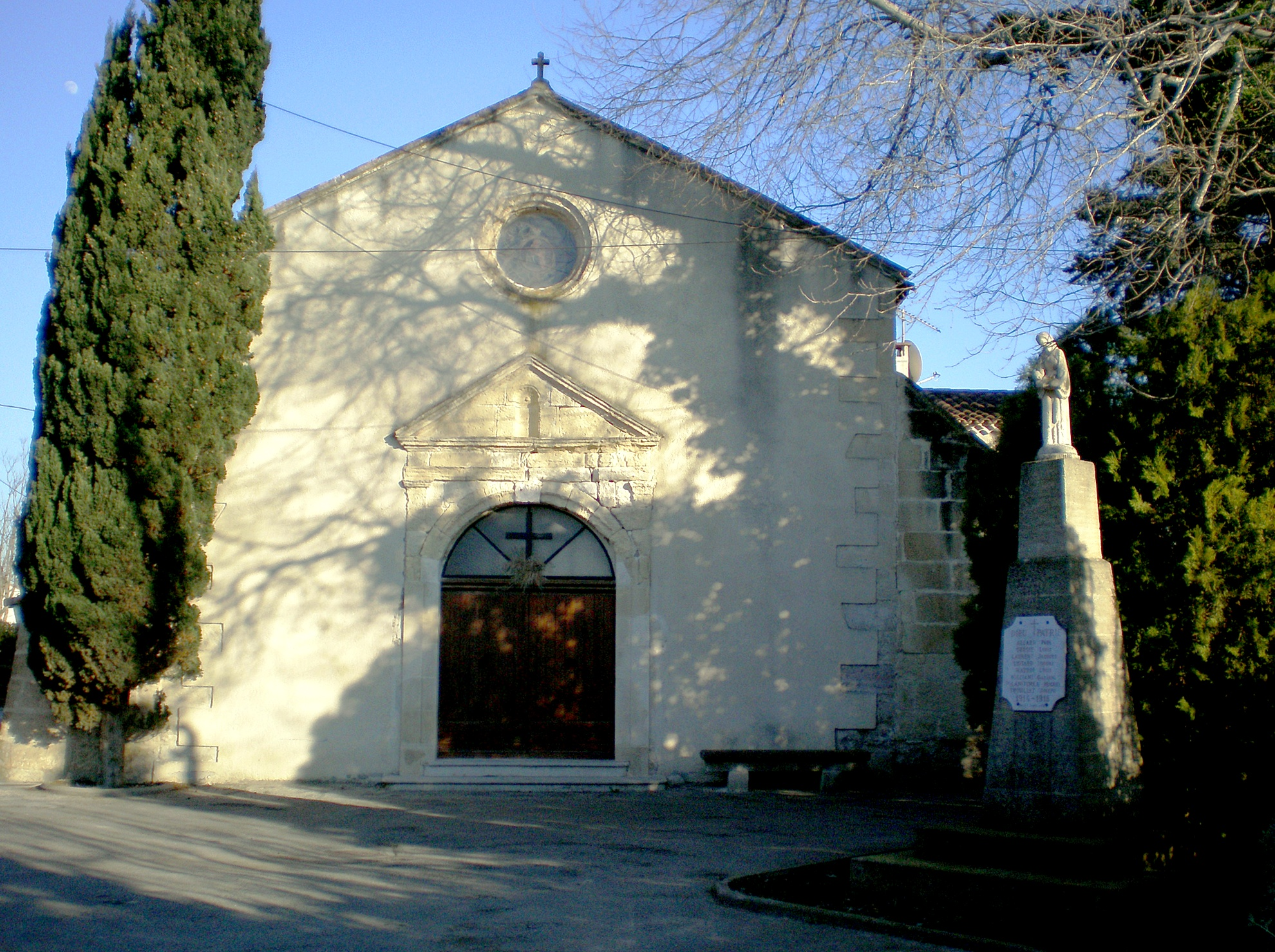
Kirche Mariä Geburt